# Cessna 414
El Cessna 414 es un avión ligero bimotor de hélices con cabina presurizada fabricado en Estados Unidos por Cessna. Realizó su primer vuelo en 1968 y en 1978 fue introducida una variante mejorada denominada 414A Chancellor. 